# Driggs (Idaho)
Driggs település az Amerikai Egyesült Államok Idaho államában, Teton megyében, melynek megyeszékhelye is. Lakosainak száma 1984 fő (2020. április 1.).

## Népesség
A település népességének változása:

| 2010 | 1 660 |
| 2020 | 1 984 |